# TAI TF Kaan
TAI TF Kaan (jinak též TF-X) je turecký proudový stíhací letoun 5. generace, vyvíjený společností Turkish Aerospace Industries (TAI). Ve službě má nahradit tureckým letectvem provozované stíhací letouny F-16 a zároveň se stát předmětem exportu do zahraničí. Jeho vývoj souvisí i s vyřazením Turecka z projektu bojového letounu 5. generace F-35 Lightning II, kvůli tureckému nákupu ruských raketových systémů S-400. První let Kaan absolvoval v roce 2024.

## Vývoj

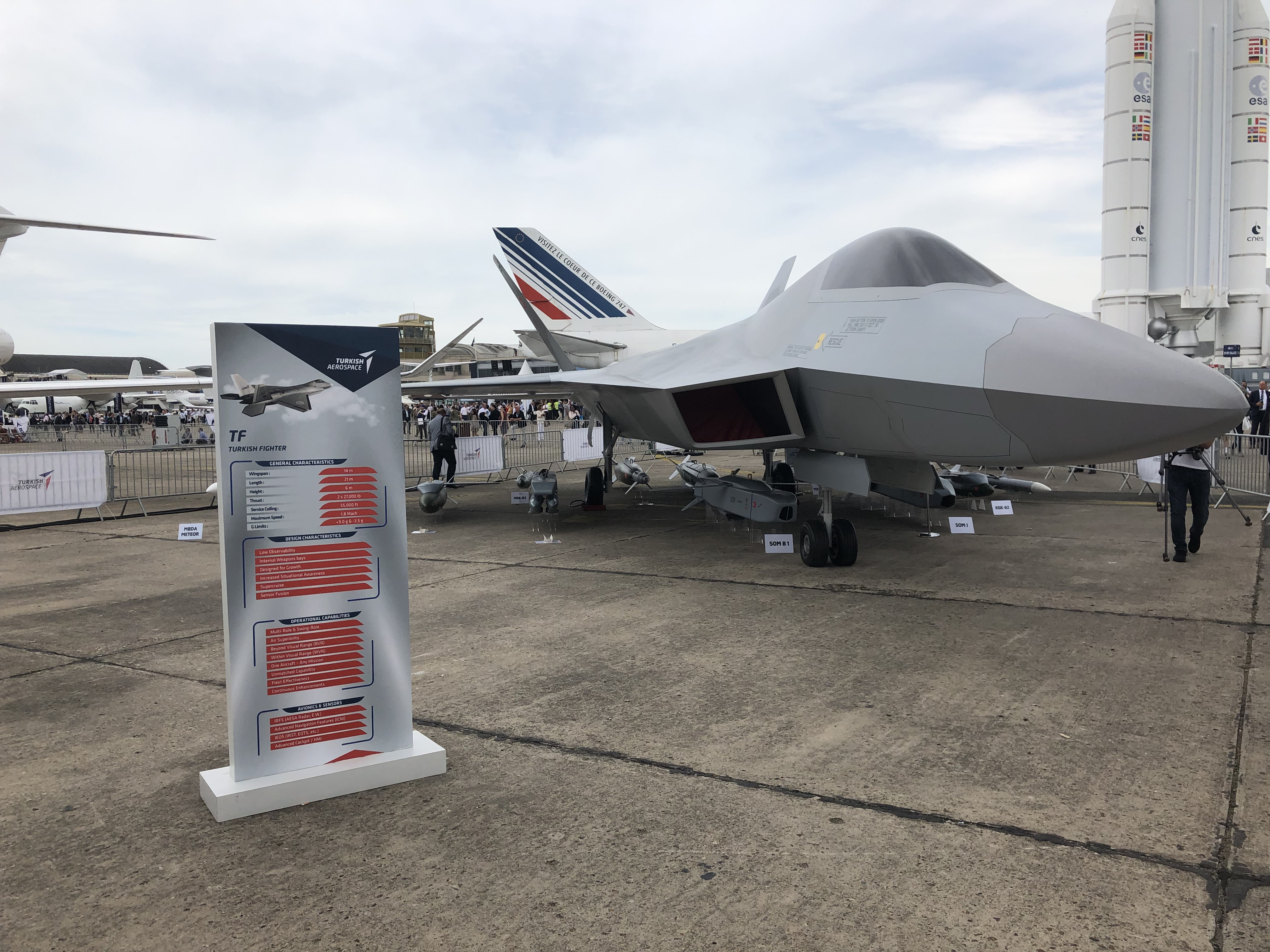
Maketa TF-X vystavená v roce 2019 na Pařížském aerosalonu

Práce na vývoji tureckého stíhacího letounu 5. generace TF-X byly zahájeny v prosinci 2010. Společnost TAI získala zakázku na konceptuální práce srpnu 2011. Rozpracovány byly tři návrhy: dvoumotorový stroj FX-1, jednomotorový FX-5 a jednomotorový letoun s deltakřídlem FX-6. Roku 2015 byl pro další vývoj vybrána varinta FX-1. Zakázku na další vývoj letounu TAI získala v srpnu 2016.
Program získal na významu kvůli vyřazení Turecka z programu F-35 Lightning II v roce 2019. Pro Turecko má vývoj letounu význam i v souvislosti s jeho snahou o co největší soběstačnosti ve vojenských projektech. Zároveň je stíhací letoun potenciálně zajímavým artiklem pro export a mezinárodní spolupráci.
Dne 18. března 2023 proběhl slavnostní roll-out prvního prototypu GTU-0, který má spíše povahu technologického demonstrátoru a postrádá řadu systémů. Je to první ze tří vývojových letounů označovaných jako Blok 0. Dne 17. března 2023 tento letoun zahájil pojížděcí zkoušky. Dne 1. května 2023 byl stíhací letoun TF-X, při oficiálním ceremoniálu, tureckým prezidentem Erdoğanem pojmenován Kaan. Jeho první let byl původně plánován na 27. prosince 2023, ale nakonec k němu došlo 21. února 2024 na základně tureckého letectva Mürted Airfield Command. První let trval třináct minut. Zálet druhého prototypu byl očekáván v roce 2025 a třetího v roce 2026. Následovat mají dodávky letounů verze Blok 1, přičemž plnohodnotné stíhací letouny páté generace mají představovat až stroje verze Blok 2.
K roku 2024 společnost TAI plánovala dodání prvních dvaceti sériových letounů v roce 2028. Turecko zároveň usiluje o vývoj vlastních motorů.
V roce 2025 média informovala o jednání mezi Tureckem a Saúdskou Arábií o akvizici až stovky letounů Kaan. Saúdský zájem o tyto letouny souvisí s tím, že jim Američané odmítli prodat letouny F-35 a zároveň se staví proti nákupům z Ruska a Číny. Zároveň v lednu 2025 Turecko a Pákistán informovaly o plánu na postavení společného závodu na výrobu letounů Kaan v Pákistánu.
V červenci 2025 Indonésie projevila zájem o 48 letounů TAI Kaan.

## Popis

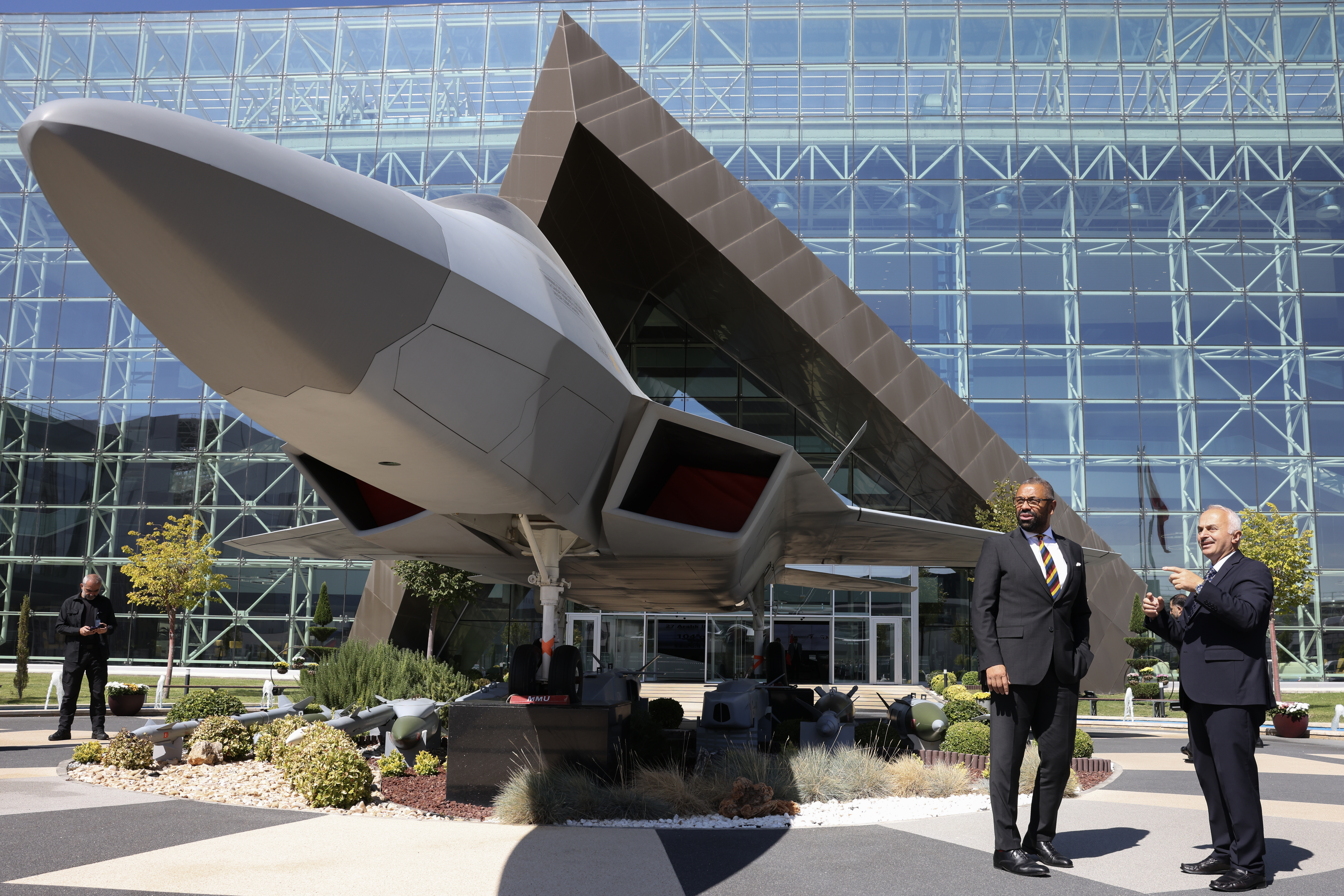
Maketa TF-X-KAAN před sídlem společnosti Turkish Aerospace Industries v roce 2023

Plánován je vývoj jednomístné i dvoumístné varianty. Letoun pohánějí dva dvouproudové motory. Prototyp má motory General Electric F110-GE-129. Stejnými mají být vybaveny i první sériové letouny. Má dosahovat rychlosti přibližně 1,8 Machu.